# Holenderscy posłowie do Parlamentu Europejskiego 1999–2004
Holenderscy posłowie V kadencji do Parlamentu Europejskiego zostali wybrani w wyborach przeprowadzonych 10 czerwca 1999.

## Lista posłów
Wybrani z listy Apelu Chrześcijańsko-Demokratycznego (CDA) (EPP-ED)
- Cees Bremmer, poseł do PE od 1 października 2003
- Bert Doorn
- Albert Jan Maat
- Maria Martens
- Ria Oomen-Ruijten
- Arie Oostlander
- Peter Pex, poseł do PE od 11 czerwca 2003
- Bartho Pronk
- Wim van Velzen

Wybrani z listy Partii Pracy (PvdA) (PES)
- Michiel van Hulten
- Joke Swiebel
- Ieke van den Burg
- Dorette Corbey
- Max van den Berg
- Jan Marinus Wiersma

Wybrani z listy Partii Ludowej na rzecz Wolności i Demokracji (VVD) (ELDR)
- Jules Maaten
- Toine Manders
- Jan Mulder
- Elly Plooij-van Gorsel
- Marieke Sanders-ten Holte
- Herman Vermeer, poseł do PE od 6 listopada 2001

Wybrani z listy Zielonej Lewicy (GL) (G-EFA)
- Theo Bouwman
- Kathalijne Buitenweg
- Joost Lagendijk
- Alexander de Roo

Wybrani z listy RPF, GPV i SGP (EDD)
- Bastiaan Belder (SGP)
- Hans Blokland (GPV)
- Rijk van Dam (RPF)

Wybrani z listy Demokraci 66 (ELDR)
- Johanna Boogerd-Quaak, poseł do PE od 5 lutego 2003
- Bob van den Bos

Wybrany z listy Partii Socjalistycznej (SP) (EUL/NGL)
- Erik Meijer

Byli posłowie V kadencji do PE
- Lousewies van der Laan (D66), do 29 stycznia 2003
- Hanja Maij-Weggen (CDA), do 30 września 2003
- Karla Peijs (CDA), do 26 maja 2003
- Jan-Kees Wiebenga (VVD), do 7 października 2001